# Rebeliões de 1837
As Rebeliões de 1837 foram duas revoltas armadas que ocorreram nas colônias britânicas do Canadá Inferior e Canadá Superior em 1837 e 1838. Ambas as revoluções foram motivadas por frustrações causadas por reformas políticas. Um dos aspectos mais importantes das revoltas foi um governo responsável, algo que foi eventualmente alcançado após as rebeliões. Os tumultos levaram diretamente ao Relatório sobre os Assuntos da América do Norte Britânica feito por John Lambton, 1º Conde de Durham e tenente-governador do Canadá Inferior, e depois ao Ato de União de 1840, que estabeleceu a unificada Província do Canadá sob um sistema político unitário.